# 水橋小路
水橋小路（みずはししょうじ）は、富山県富山市の町名である。三郷地区センターが所在している。

## 特徴
富山平野の富山低地に位置しているが、常願寺川の土砂堆積物により標高約8mと周囲と比べてやや標高が高い。
町内を国道8号が走っており、車の往来が盛ん。

## 施設
- ハムザレストラン

## 教育
- 富山市立三郷小学校

## 参考出典
『富山県の地名』平凡社

## 交通
- 富山地方鉄道本線-越中三郷駅から徒歩20分(1.2km)
- 国道8号